# Rauchbier

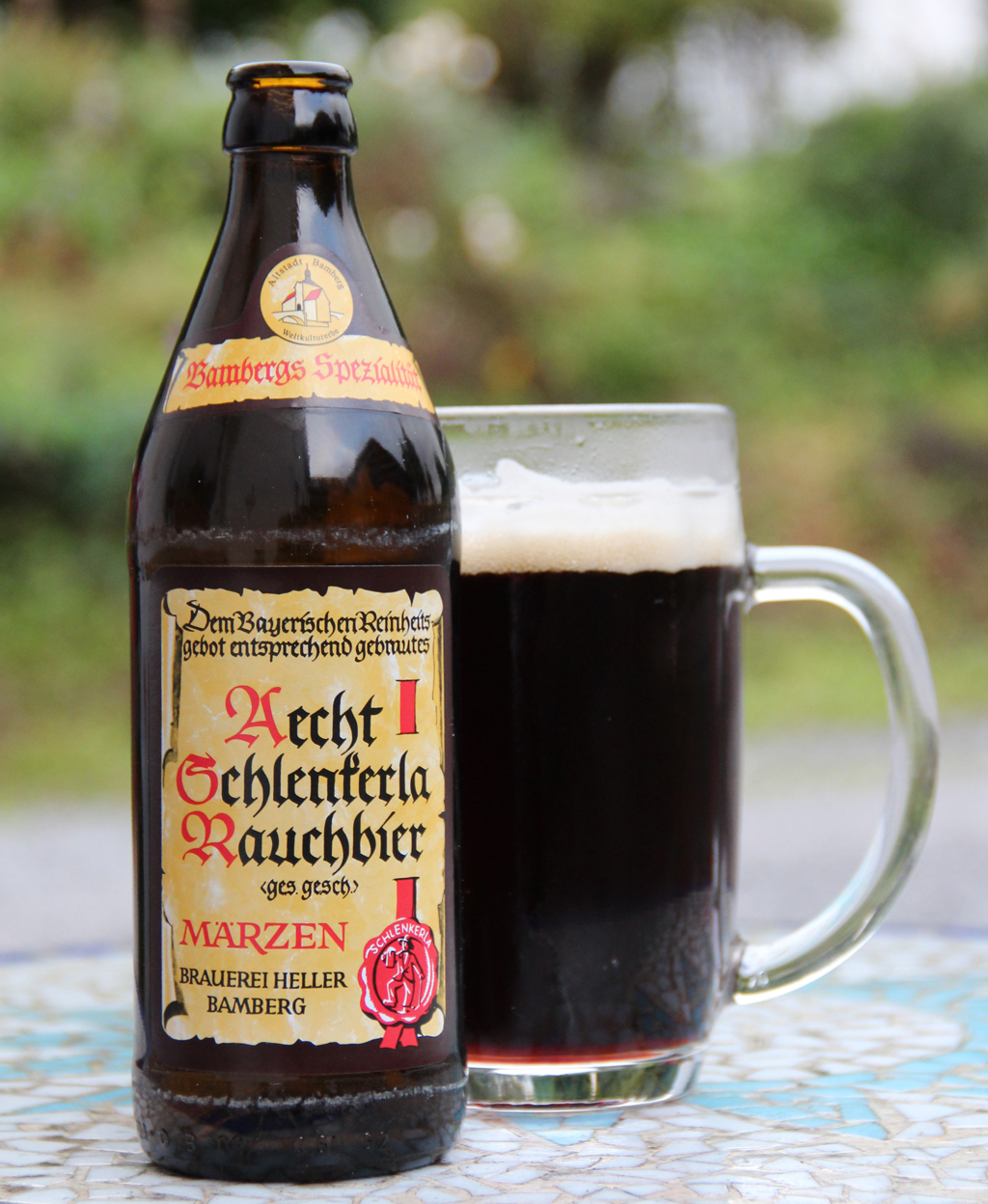
Cerveza del tipo Rauchbier con su color característico.

Rauchbier (en alemán «cerveza ahumada») es un estilo de cerveza de Alemania, típicamente de color oscuro y ahumada en el gusto. El ahumado se debe a la sequedad o al humo de la malta sobre el fuego durante el proceso de la elaboración de la cerveza. La Rauchbier se elabora comúnmente en la ciudad de Bamberg, donde se originó.

## Acompañamiento
Esta cerveza tradicionalmente se sirve como acompañamiento de cebollas al estilo de Bamberg, una especie de cebollas rellenas con picadillo de salchicha.

## Fabricantes derauchbier
- Schlenkerla